# Igreja de Santo Estêvão (Salamanca)
A Igreja de Santo Estêvão é um templo católico localizado em Salamanca, na Espanha. É um dos mais importantes exemplares da arquitetura plateresca espanhola.

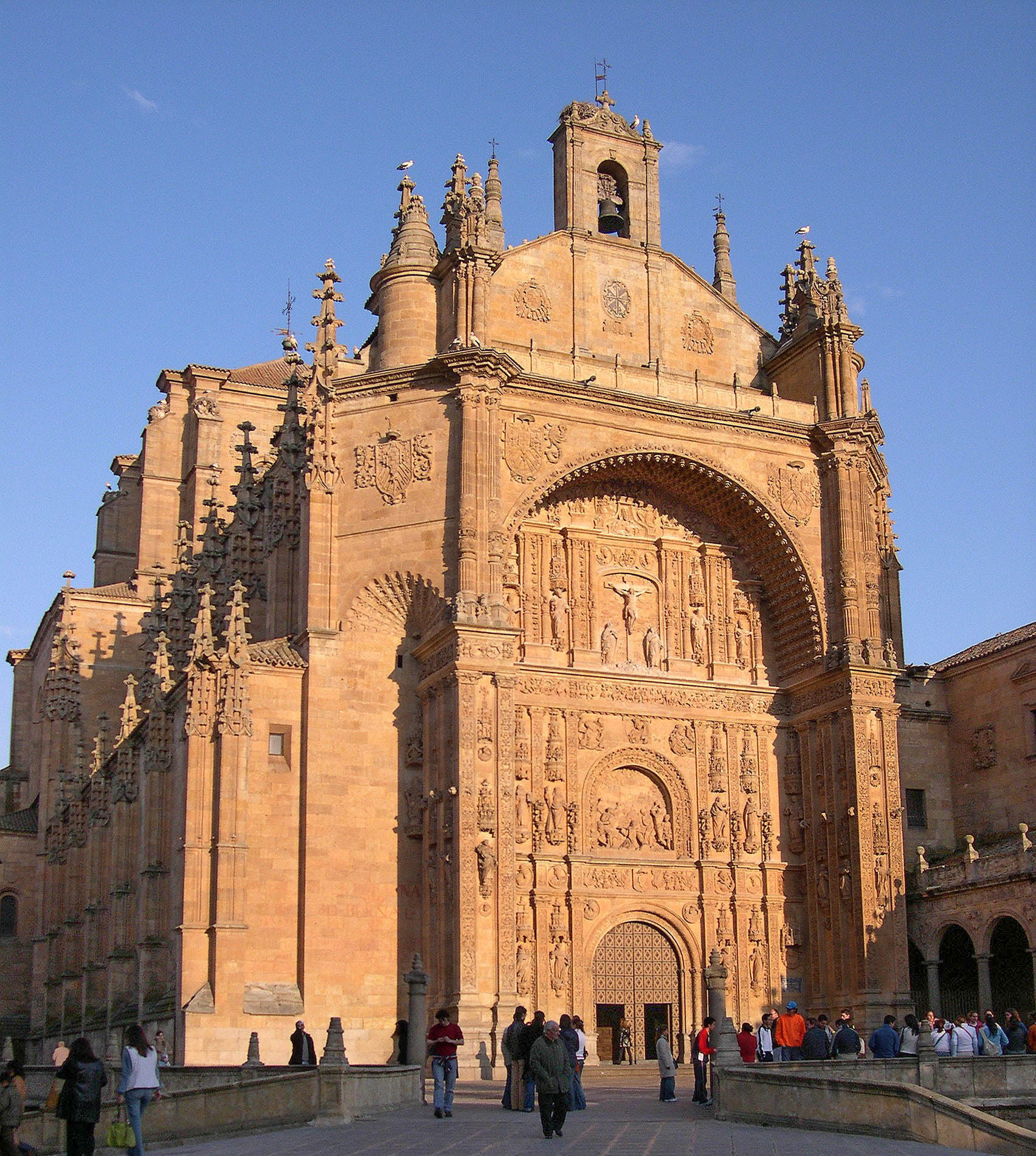
Igreja de Santo Estêvão

A igreja faz parte de um complexo que inclui um convento, e pertence à ordem dos Dominicanos. Os prédios primitivos foram erguidos entre 1255 e 1256, mas foram derrubados no século XVI para darem lugar às construções atuais.
Sua construção ocorreu entre 1524 e 1610, com projeto de Juan de Álava, com a participação de Martín de Santiago e Rodrigo Gil de Hontañón. Embora seja um edifício plateresco, apresenta traços góticos e barrocos. Sua fachada exibe uma original combinação de arco e pórtico, inspirado nas galerias renascentistas italianas, contrastando com a ornamentação eclética em torno.
Tem planta em cruz latina, e seu retábulo é obra de José de Churriguera, uma das mais importantes obras do barroco espanhol.